# Campionato mondiale maschile under 20 di calcio 1995
Il Campionato mondiale di calcio Under-20 1995 è stata la 10ª edizione del Campionato mondiale di calcio Under-20, organizzato dalla FIFA.
Si è svolto dal 13 al 28 aprile in Qatar ed è stato vinto dall'Argentina.

## Qualificazioni
| Confederazione    | Torneo di qualificazione              | Qualificata/e                                 |
| ----------------- | ------------------------------------- | --------------------------------------------- |
| AFC               | AFC Youth Championship 1994           | Giappone Siria                                |
| CAF               | African Youth Championship 1995       | Burundi Camerun                               |
| CONCACAF          | CONCACAF Under-20 Tournament 1995     | Costa Rica Honduras                           |
| CONMEBOL          | Campionato sudamericano Under-20 1995 | Argentina Brasile Cile                        |
| OFC               | OFC Under-20 Tournament 1994          | Australia                                     |
| UEFA              | Campionato europeo Under-18 1994      | Germania Paesi Bassi Portogallo Russia Spagna |
| Nazione ospitante | Nazione ospitante                     | Qatar                                         |

## Fase a gironi

### Gruppo A
| Squadra | Pt | G | V | N | P | GF | GS | DR |
| ------- | -- | - | - | - | - | -- | -- | -- |
| Brasile | 7  | 3 | 2 | 1 | 0 | 8  | 0  | +8 |
| Russia  | 5  | 3 | 1 | 2 | 0 | 3  | 1  | +2 |
| Siria   | 3  | 3 | 1 | 0 | 2 | 1  | 8  | -7 |
| Qatar   | 1  | 3 | 0 | 1 | 2 | 1  | 4  | -3 |

| Arbitro: | Hermann Albrecht |

|               |           |           |
| Al Enazia 54’ | Marcatori | 52’ Semak |

| Arbitro: | Alain Sars |

|  |           |                                                           |
|  | Marcatori | 12’ (rig.) 25’ 70’ Reinaldo 67’ Élder 73’ Caio 85’ Murilo |

| Arbitro: | Dermot Gallagher |

|  |           |           |
|  | Marcatori | 52’ Boshi |

| Doha 17 aprile 1995, ore 17:15 UTC+3 | Russia            | 0 – 0 referto | Brasile | Khalifa Olympic Stadium (5.000 spett.)\| Arbitro: \| Gamal Al-Ghandour \| |
| Arbitro:                             | Gamal Al-Ghandour |               |         |                                                                           |

| Arbitro: | Ramón Luis Méndez Vega |

|  |           |                    |
|  | Marcatori | 50’ Caio 61’ Élder |

| Arbitro: | Javier Castrilli |

|                             |           |  |
| Shumashenko 2’ Lyssenko 90’ | Marcatori |  |

### Gruppo B
| Squadra  | Pt | G | V | N | P | GF | GS | DR |
| -------- | -- | - | - | - | - | -- | -- | -- |
| Spagna   | 9  | 3 | 3 | 0 | 0 | 13 | 5  | +8 |
| Giappone | 4  | 3 | 1 | 1 | 1 | 5  | 4  | +1 |
| Cile     | 2  | 3 | 0 | 2 | 1 | 6  | 9  | -3 |
| Burundi  | 1  | 3 | 0 | 1 | 2 | 2  | 8  | -6 |

| Arbitro: | Márcio Rezende de Freitas |

|                  |           |                                                           |
| Ndayishimite 82’ | Marcatori | 26’ Martínez 36’ Raúl 40’ (rig.) Roger 72’ 86’ Etxeberria |

| Arbitro: | Charles Masembe |

|                         |           |                    |
| Rozental 11’ (rig.) 67’ | Marcatori | 47’ Oki 87’ Nakata |

| Arbitro: | Ramón Luis Méndez Vega |

|               |           |              |
| Butunungu 83’ | Marcatori | 14’ Rozental |

| Arbitro: | Zeli Sinko |

|                   |           |            |
| Roger 8’ Raúl 83’ | Marcatori | 69’ Nakata |

| Arbitro: | Gamal Al-Ghandour |

|  |           |                                |
|  | Marcatori | 10’ Yasunaga 17’ (rig.) Yamada |

| Arbitro: | Pascual Rebolledo Cárdenas |

|                                                                   |           |                                 |
| Etxeberria 9’ 13’ Ochoa 20’ 61’ Salgado 47’ de la Peña 80’ (rig.) | Marcatori | 52’ Rozental 77’ Poli 83’ Lobos |

### Gruppo C
| Squadra     | Pt | G | V | N | P | GF | GS | DR |
| ----------- | -- | - | - | - | - | -- | -- | -- |
| Portogallo  | 9  | 3 | 3 | 0 | 0 | 7  | 2  | +5 |
| Argentina   | 6  | 3 | 2 | 0 | 1 | 5  | 3  | +2 |
| Paesi Bassi | 3  | 3 | 1 | 0 | 2 | 7  | 5  | +2 |
| Honduras    | 0  | 3 | 0 | 0 | 0 | 5  | 14 | -9 |

| Arbitro: | Pascual Rebolledo Cárdenas |

|  |           |             |
|  | Marcatori | 90’ Garrone |

| Arbitro: | Emmanuel Dada Obafemi |

|                         |           |                             |
| Guevara 26’ Cabrera 34’ | Marcatori | 18’ 66’ Nuno Gomes 53’ Dani |

| Arbitro: | Masayoshi Okada |

|                                                              |           |                     |
| Wooter 3’ 44’ Witzenhausen 10’ 24’ 77’ Gehring 67’ Bouma 78’ | Marcatori | 48’ (rig.) Oseguera |

| Arbitro: | Pedersen |

|  |           |          |
|  | Marcatori | 71’ Dani |

| Arbitro: | Hermann Albrecht |

|  |           |                                       |
|  | Marcatori | 9’ (rig.) Beto 47’ Dani 70’ Agostinho |

| Arbitro: | Nikolaj Levnikov |

|                             |           |                        |
| Ibagaza 6’ Pena 39’ 42’ 72’ | Marcatori | 48’ Guevara 60’ Medina |

### Gruppo D
| Squadra    | Pt | G | V | N | P | GF | GS | DR |
| ---------- | -- | - | - | - | - | -- | -- | -- |
| Camerun    | 7  | 3 | 2 | 1 | 0 | 7  | 4  | +3 |
| Australia  | 4  | 3 | 1 | 1 | 1 | 5  | 4  | +1 |
| Costa Rica | 3  | 3 | 1 | 0 | 2 | 3  | 6  | -3 |
| Germania   | 2  | 3 | 0 | 2 | 1 | 3  | 4  | -1 |

| Arbitro: | Rahman Al Zaid |

|                            |           |  |
| Viduka 51’ Enes 74’ (rig.) | Marcatori |  |

| Arbitro: | Javier Castrilli |

|          |           |                |
| Simo 90’ | Marcatori | 9’ (rig.) Hinz |

| Arbitro: | Nikolaj Levnikov |

|                |           |                           |
| Viduka 11’ 72’ | Marcatori | 52’ 90’ Ntamag 67’ Ndiefi |

| Arbitro: | Alain Sars |

|                              |           |           |
| Bennette 42’ (rig.) Soto 52’ | Marcatori | 90’ Walle |

| Arbitro: | Márcio Rezende de Freitas |

|            |           |          |
| Viduka 54’ | Marcatori | 23’ Rath |

| Arbitro: | Dermot Gallagher |

|              |           |                         |
| Bennette 30’ | Marcatori | 26’ Ndiefi 36’ 75’ Essa |

## Fase a eliminazione diretta
|  | Quarti di finale | Quarti di finale |           |        | Semifinali                | Semifinali                |  |  | Finale    | Finale |
|  |                  |                  |           |        |                           |                           |  |  |           |        |
|  | 23 aprile        |                  |           |        |                           |                           |  |  |           |        |
|  |                  |                  |           |        |                           |                           |  |  |           |        |
|  | Brasile          | 2                |           |        |                           |                           |  |  |           |        |
|  | Brasile          | 2                | 25 aprile |        |                           |                           |  |  |           |        |
|  | Giappone         | 1                |           |        |                           |                           |  |  |           |        |
|  | Giappone         | 1                | Brasile   | 1      |                           |                           |  |  |           |        |
|  | 23 aprile        |                  | Brasile   | 1      |                           |                           |  |  |           |        |
|  |                  | Portogallo       | 0         |        |                           |                           |  |  |           |        |
|  | Portogallo (dts) | Portogallo       | 0         | 2      |                           |                           |  |  |           |        |
|  | Portogallo (dts) |                  | 28 aprile | 2      |                           |                           |  |  |           |        |
|  | Australia        | 1                |           |        |                           |                           |  |  |           |        |
|  | Australia        | 1                | Brasile   | 0      |                           |                           |  |  |           |        |
|  | 23 aprile        |                  | Brasile   | 0      |                           |                           |  |  |           |        |
|  |                  | Argentina        | 2         |        |                           |                           |  |  |           |        |
|  | Spagna           | Argentina        | 2         | 4      |                           |                           |  |  |           |        |
|  | Spagna           | 25 aprile        |           | 4      |                           |                           |  |  |           |        |
|  | Russia           | 1                |           |        |                           |                           |  |  |           |        |
|  | Russia           | 1                | Spagna    | 0      | Finale per il terzo posto | Finale per il terzo posto |  |  |           |        |
|  | 23 aprile        |                  | Spagna    | 0      | Finale per il terzo posto | Finale per il terzo posto |  |  |           |        |
|  |                  | Argentina        | 3         |        |                           |                           |  |  |           |        |
|  | Camerun          | Argentina        | 3         | 0      | Portogallo                | 3                         |  |  |           |        |
|  | Camerun          |                  |           | 0      | Portogallo                | 3                         |  |  |           |        |
|  | Argentina        | 2                |           | Spagna | 2                         |                           |  |  |           |        |
|  | Argentina        | 2                |           |        | 2                         |                           |  |  |           |        |
|  |                  |                  |           |        |                           |                           |  |  | 28 aprile |        |
|  |                  |                  |           |        |                           |                           |  |  |           |        |

### Quarti di finale
| Arbitro: | Hermann Albrechti |

|              |           |         |
| Caio 26’ 40’ | Marcatori | 15’ Oku |

| Arbitro: | Gamal Al-Ghandour |

|                                |           |                  |
| Raúl 3’ Etxeberria 13’ 21’ 62’ | Marcatori | 65’ (rig.) Lipko |

| Arbitro: | Pedersen |

|                    |           |                          |
| Agostinho 66’ 100’ | Marcatori | 72’ (aut.) Carlos Felipe |

| Arbitro: | Alain Sars |

|  |           |                          |
|  | Marcatori | 37’ Guerrero 49’ Coyette |

### Semifinali
| Arbitro: | Pascual Rebolledo Cárdenasn |

|          |           |  |
| Caio 90’ | Marcatori |  |

| Arbitro: | Hermann Albrecht |

|  |           |                                      |
|  | Marcatori | 21’ Biagini 54’ Coyette 81’ Chaparro |

### Finale per il 3º posto
| Arbitro: | Rahman Al Zaid |

|                             |           |                            |
| Nuno Gomes 68’ 82’ Dani 73’ | Marcatori | 25’ Salgado 38’ de la Peña |

### Finale
| Arbitro: | Dermot Gallagher |

|  |           |                          |
|  | Marcatori | 25’ Biagini 89’ Guerrero |

## Premi
| Scarpa d'oro      | Pallone d'oro | Premio Fair-play della FIFA |
| ----------------- | ------------- | --------------------------- |
| Joseba Etxeberria | Caio          | Giappone                    |

## Classifica marcatori
| Pos. | Giocatore           | Gol | Minuti |
| ---- | ------------------- | --- | ------ |
| 1    | Joseba Etxeberria   | 7   | 364    |
| 2    | Caio                | 5   | 526    |
| 3    | Sebastián Rozental  | 4   | 270    |
| 3    | Mark Viduka         | 4   | 390    |
| 3    | Nuno Gomes          | 4   | 416    |
| 3    | Dani                | 4   | 561    |
| 7    | Mendel Witzenhausen | 3   | 270    |
| 7    | Reinaldo            | 3   | 387    |
| 7    | Raúl                | 3   | 400    |
| 7    | Agostinho           | 3   | 407    |
| 7    | Sebastián Pena      | 3   | 540    |